# 小野貴史
小野 貴史（おの たかし、1971年 - ）は、日本の現代音楽の作曲家。

## 略歴
信州大学教育学部准教授。
埼玉県生まれ。東京学芸大学大学院修士課程作曲専攻修了。これまでに作曲を吉崎清富、金田潮兒、山内雅弘に師事。
日本交響楽振興財団第20回作曲賞最上位入選、日本財団奨励賞受賞、文化庁舞台芸術創作奨励第2回国立劇場作曲コンクール入賞、第69回日本音楽コンクール作曲部門第1位及び安田賞など受賞多数。作品は東京交響楽団や日本フィルハーモニー交響楽団など主要なオーケストラや音楽団体により演奏されるほか、NHK、NHK-FM放送でも放送されている。
日本作曲家協議会、日本音楽知覚認知学会各会員。作曲集団『向こう側への旅』およびEnsemble sans-limiteディレクター。